# ゲイシール
座標: 北緯64度19分0.05秒 西経20度17分59.64秒 / 北緯64.3166806度 西経20.2999000度

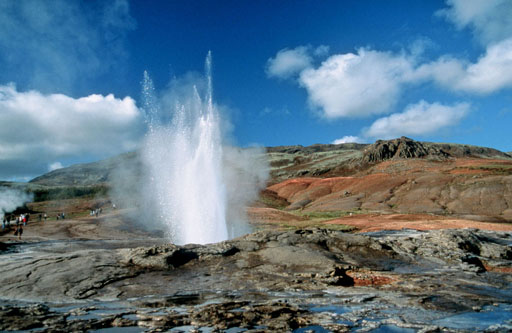
噴出するグレート・ゲイシール

ゲイシール（Geysir、ギェイシル、ガイサーとも）は、アイスランドの首都・レイキャヴィクの東北東80kmに存在する間欠泉。
アイスランドでも指折りの観光地の1つ。付近には温泉や小間欠泉が多いため、最も大きい間欠泉はグレート・ゲイシール（The Great Geysir）と呼ばれる。また、グレート・ゲイシールの近くに存在するストロックル間欠泉は比較的大型かつ最も活動的で、6 - 7分ごとに20mほどの噴出を見せる。今ではこの間欠泉の見物が観光の目玉となっており、多数の観光客が訪れる。
間欠泉の成因に関するマッケンジーの空洞説やブンゼンの垂直導管説を生み、この名がそのまま間欠泉を意味する英単語の「geyser」（ガイザー）に転用された。
間欠泉の活動は地震活動や地殻変動などと密接に関連しているために変動があり、19世紀に最も激しく活動した後、1935年以降はほぼ活動しなくなった。アイスランド政府は水路の新設や清掃などを行い、間欠泉活動が活発になるように努力を重ねたが、1990年ごろには再び活動が止まった。しかし、2000年に起こった地震が活動を再開させ、1日8回ほど活動を見せるようになった。現在は平均して1日3回ほど、最大で60mほどの噴出が見られる。